# Englefontaine British Cemetery
Englefontaine British Cemetery est un cimetière militaire de la Première Guerre mondiale situé sur le territoire de la commune d'Englefontaine dans le département du Nord.

## Localisation
Ce cimetière est situé à l'intérieur du cimetière communal, rue d'Hecq.

## Historique
Le village d'Englefontaine fut occupé par les Allemands dès fin août 1914 et ne fut repris que le 26 octobre 1918 par des unités de la 18e et 33e divisions le 26 octobre 1918. Il a ensuite été « adopté » par l'arrondissement de Cheltenham.

## Caractéristique
Le cimetière britannique d'Englefontaine a été créé en novembre 1918 et agrandi après l'armistice par la concentration de sépultures d'autres cimetières alentour. Il y a maintenant 170 victimes de guerre 1914-1918 commémorées sur ce site. Parmi ceux-ci, 10 sont non identifiés. Le cimetière couvre une superficie de 586 mètres carrés et est entouré par un mur de moellons ; il est construit sur la base d'un plan en « L ».

## Galerie

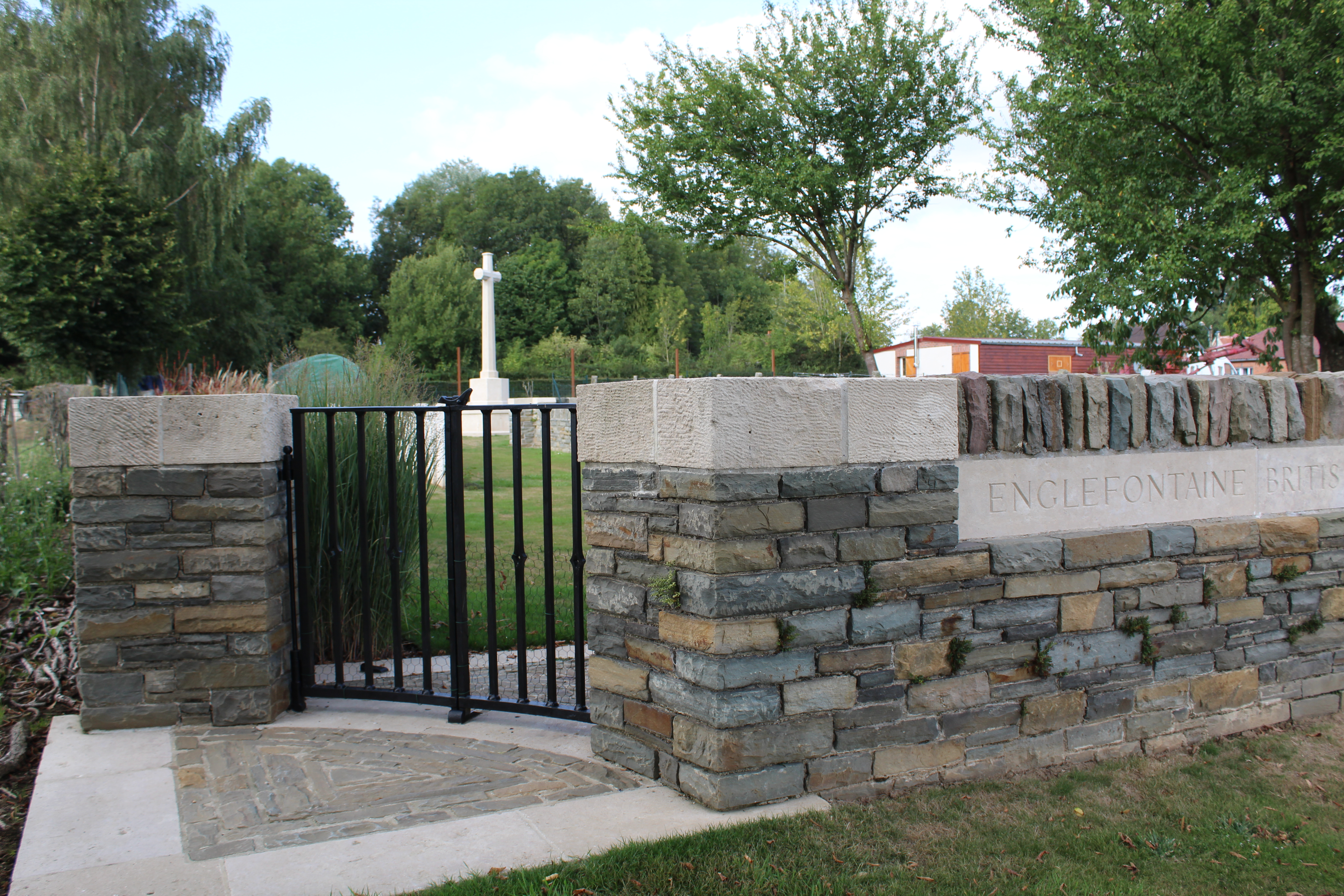
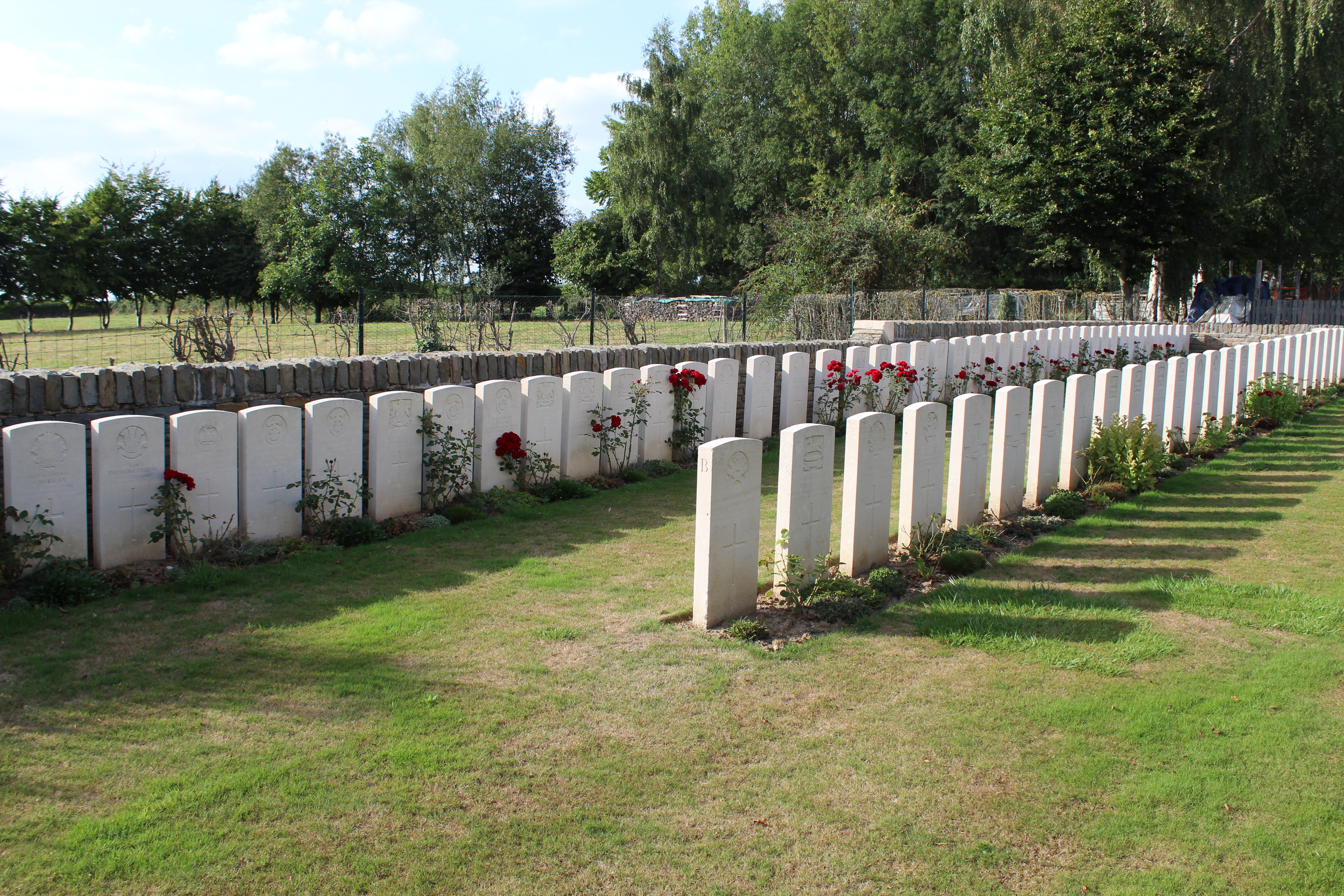
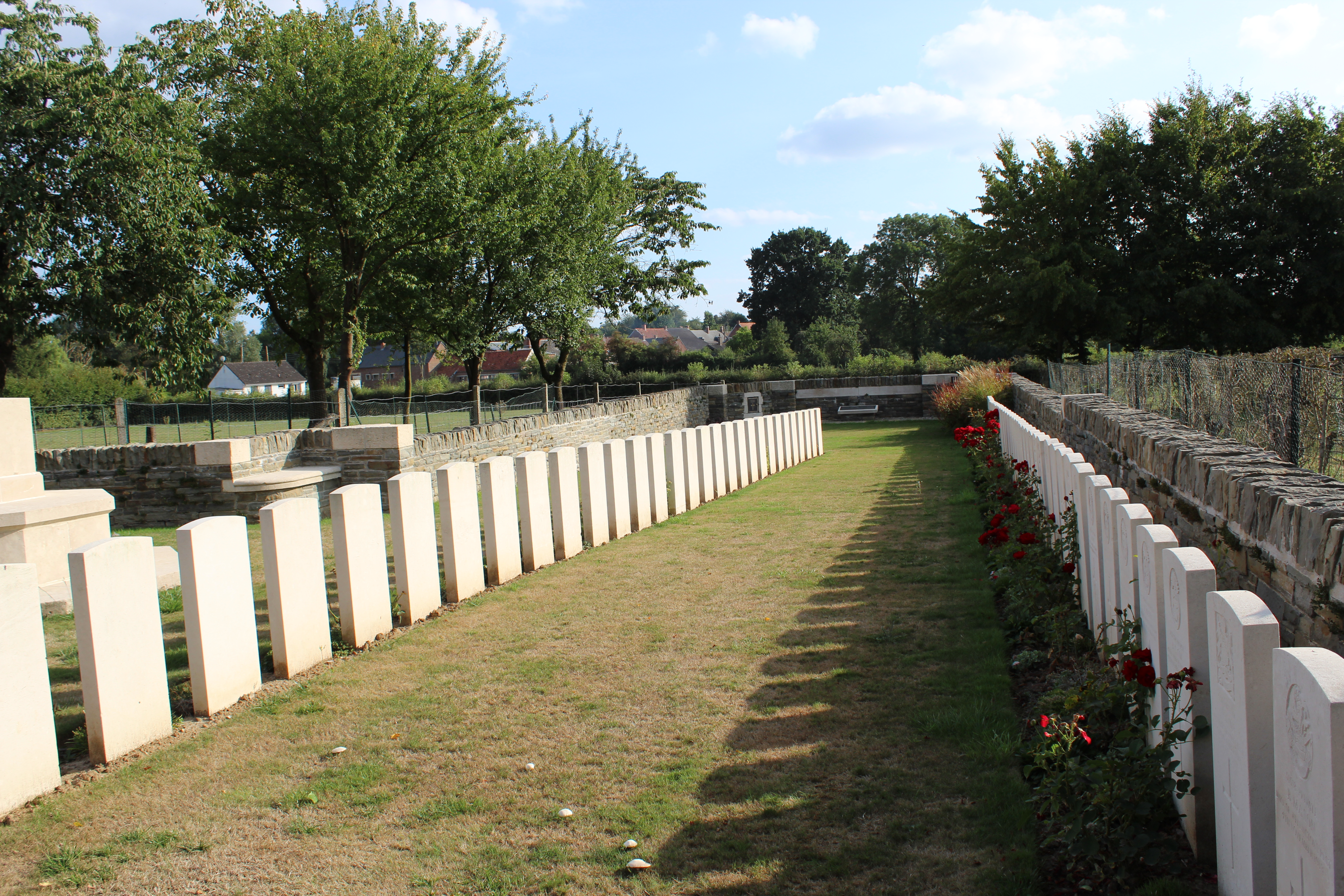

| Pays        | Sépultures |
| ----------- | ---------- |
| Royaume-Uni | 170        |